# Relaciones Alemania-Guatemala
Las relaciones Alemania-Guatemala se refiere a las relaciones bilaterales entre Guatemala y Alemania. Ambos países iniciaron relaciones diplomáticas el 25 de junio de 1847, siendo uno de los primeros países con el que Guatemala abre una embajada residente. Guatemala mantiene una relación bastante fuerte y estable con Alemania.  Guatemala cuenta con una embajada en Berlín. Alemania tiene una embajada en Ciudad de Guatemala.

## Relaciones diplomáticas
Las relaciones entre Guatemala y Alemania han sido una de las más estables y fuertes en Guatemala. Justo Rufino Barrios le envió una carta a Otto von Bismarck con el que se inició el diálogo entre ambas naciones.

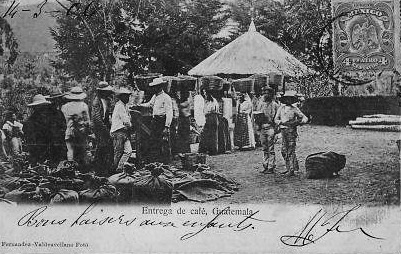
Entrega del café en una finca de alemanes.

La historia y la economía de Guatemala y de la Sierra Madre son inseparables de las venturas y desventuras de un grano rojo: el café. La colonización de la región, fomentada durante el gobierno del presidente Justo Rufino Barrios mediante las leyes de parcelización, atrajo a la región a las compañías deslindadoras y, detrás de ellas, a varias olas de inmigrantes entre las fronteras guatemaltecas y mexicanas. Posteriormente llegaron franceses, corsos, ingleses y españoles. Pero quienes le dieron el mayor empuje al cultivo del café fueron inmigrantes provenientes del sur y del occidente de Alemania.[cita requerida]
Cobán fue el centro de una gran colonia de los alemanes que fueron a Guatemala en el siglo xix para el cultivo del café. Una parte también estaba desarrollando el cultivo de té, cacao, vainilla y otros. A pesar de que la mayoría de los alemanes se establecieron en Cobán, otros lo hicieron en San Juan Chamelco, Xelaju (Quetzaltenango). La inmigración alemana empezó con Rodolfo Dieseldorff, en 1863 y luego otros grupos alemanes siguieron su ejemplo, ya que se hablaba muy bien del lugar. Lo que más les gustaba a los alemanes de la Verapaz era su «aislamiento natural, su clima templado y su suelo fértil, y las posibilidades de desarrollo agrícola y comercial».[cita requerida] Tuvieron buenos resultados porque, a finales de 1890, dos terceras partes de la producción cafetalera de ese departamento estaban en manos de alemanes. Los primeros colonos alemanes eran jóvenes que traían recursos propios, apoyo económico de familiares o garantías crediticias de firmas comerciales de su país para iniciar empresas agrícolas o comerciales, además de facilidades que incluían el transporte de sus productos agrícolas por medio de líneas navieras hasta el comprador en Alemania, según el libro Almas gemelas.
Dieseldorff formó un complejo de haciendas a lo largo de tres periodos: entre 1890 y 1898 adquirió las haciendas Seacté, Chiachal, Chascar, Secac-Ulpan, Santa Margarita, Paijá, Panzal y El Salto; entre 1898 y 1910 se hizo de las haciendas Raxpec, Santa Cecilia, Cubilgüitz, Chamcarel y Sacchicagua de Secol, San Diego-Yalpemech, Chichochoc, Chichaíc de Santa Margarita, Pocolá y Río Frío; y, después de 1924, adquirió las haciendas Sachamach, Tzimajil, Raxahá y Chiquixjí. Al mismo tiempo, Dieseldorff se fue haciendo de muchas parcelas indígenas y, para utilizar al máximo las instalaciones de su beneficio de café e incrementar el volumen de sus exportaciones, compraba café en cereza a los pequeños productores de la región de San Pedro Carchá mediante habilitaciones o adelantos de dinero, y también recibía café en pergamino de otros cafetaleros como Sterkel Hermanos, para procesarlo en oro. quien constituyó un emporio del aromático a finales del siglo xix.
Para 1900, Dieseldorff ya había establecido un verdadero emporio del café en la Verapaz. Asimismo, se convirtió en un influyente directivo de la Compañía de Transporte del Norte, de la Sociedad Agrícola y de la Compañía del Ferrocarril de la Verapaz. Al mismo tiempo, continuó haciendo diferentes estudios sobre arqueología maya, etnología y botánica, mostrando especial interés en coleccionar manuscritos históricos q'eqchi'es, que fue una de las actividades científicas que lo distinguió. El «barón del café» -como se le apodaba a Dieseldorff- fue un hombre que influyó de manera beligerante en la política regional y nacional, incluso llegó a definir algunas de las políticas de trabajo y reorganización del agro guatemalteco.
Otra de las familias alemanas más fuertes a fines del siglo xix fueron los Thomae. Las primeras fincas de Mauricio Thomae fueron:
| Año  | Finca       | Ubicación |
| ---- | ----------- | --------- |
| 1882 | Cubilgüitz  | Cobán     |
| 1889 | San Isidro  | Purulhá   |
| 1897 | Comija      | Tamahú    |
| 1897 | Popabaj     | Tucurú    |
| 1900 | Nueve Aguas | Purulhá   |
| 1902 | Panzal      | Purulhá   |
| 1902 | Rocjá       | Tamahú    |
| 1902 | Paijá       | Tucurú    |
| 1905 | Chimox      | Tucurú    |

Durante el gobierno de Jorge Ubico (1931-1944), Mauricio Thomae llegó consolidarse como uno de los terratenientes más influyentes de la Verapaz alemana junto a los Sarg, los Sapper y los Diesseldorf. Ubico había sido jefe político de Cobán durante el gobierno de Manuel Estrada Cabrera y amigo de varias familias alemanas, incluido Thomae.
Durante el siglo xx la familia Thomae continuó controlando, a través de varias fincas, buena parte del territorio de Purulhá por medio de sus fincas cafetaleras. Luego de «la crisis del café» en 2000, los Thomae diversificaron sus inversiones hacia al negocio hidroeléctrico, turístico y de incentivos forestales; de hecho en 2015 se planifica la construcción del megaproyecto Enerjá (25 MW) que se conectará al proyecto hidroeléctrico El Cafetal (8,36 MW) en la Finca Bremen, también de la familia Thomae.
Los alemanes se organizaron en una comunidad muy unida y solidaria. Hacían sus actividades sociales en el Club Alemán o Deutsche Verein, en Cobán, fundado en 1888. El lugar fue remodelado y equipado para dar un ambiente agradable en donde los alemanes se sintieran «como en su país»: había una biblioteca con libros y revistas donados por quienes viajaban a Alemania.

### Expulsión

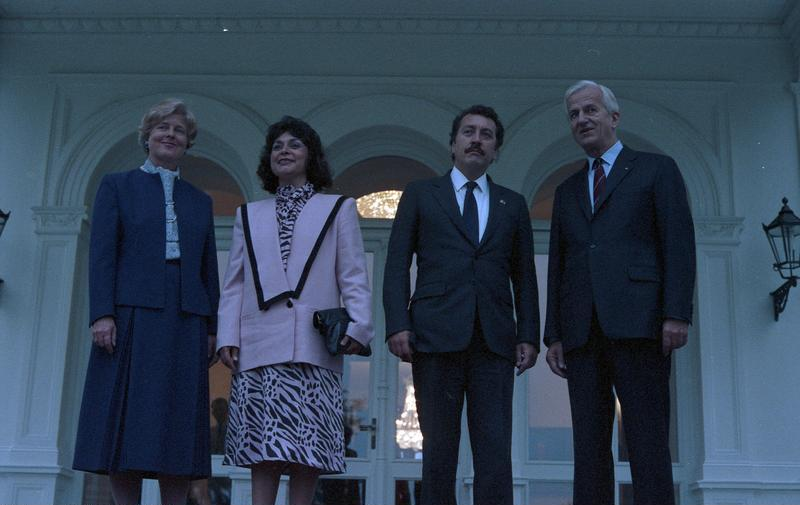
Raquel Blandón y Vinicio Cerezo en Alemania, junto al presidente Richard von Weizsäcker y su esposa Marianne von Weizsäcker.

A los alemanes se les permitió la doble nacionalidad, los hijos de alemanes podían ser guatemaltecos por nacer y tenían seguridad de que no dejarían de ser alemanes por sus padres. El historiador Francis Polo Sifontes cuenta que durante la Segunda Guerra Mundial muchos alemanes fueron llamados para prestar servicio militar en su país.[cita requerida] Después de la guerra, los alemanes quedaron prisioneros en los campos de concentración de Rusia, y algunos alegaban que eran guatemaltecos para evitar la prisión.[cita requerida]
Sin embargo, durante la Segunda Guerra Mundial empezó el fin de esta colonia europea: Estados Unidos pidió la salida de todos los alemanes de Guatemala.[cita requerida] Pese a que el presidente Jorge Ubico era simpatizante de la Alemania nazi, no pudo resistir a las presiones estadounidenses, por lo que se dio la intervención y expropiación de los bienes, así como la repatriación de los ciudadanos menores de edad y mujeres, mientras que los hombres fueron encerrados en campos de concentración en los Estados Unidos. Más tarde la mayoría de los terratenientes alemanes, fueron expulsados por el gobierno (bajo presión de los Estados Unidos), para apoyar el partido Nazi.
Además era de esperar que al producirse las dos guerras mundiales todos los alemanes de origen fueran obligados a abandonar sus propiedades. Por ejemplo, a Otto Mittelstädt, uno de los alemanes que llegaron a Alta Verapaz, tuvo que dejar el país durante la Primera Guerra Mundial. Se lo llevaron a México, pero pudo regresar.

En 1998, los alemanes Uli Stelzner y Thomas Walther filmaron un documental llamado Los civilizadores. Entrevistaron a una significativa parte de la actual élite empresarial alemana que vive en Alta Verapaz y en ciudad de Guatemala. Uli Stelzner dice que se «desenmascaró el racismo alemán» al indígena y que los hijos de los primeros alemanes que llegaron a Guatemala «siguen convencidos de pertenecer a una cultura superior». En Guatemala, según la embajada de Alemania, hay más de 5000 germanos viviendo en Guatemala, más otros miles de descendientes. Junto a España, Alemania es el principal socio comercial de Guatemala en Europa. En el Registro Nacional de las Personas (RENAP) de Cobán y la ciudad capital se siguen inscribiendo niños con apellidos como Kunze, Euler, Buechsel, Winter, Hengstenberg, Quirin, Kouffer, Noak, entre otros.
En 2002, la revista alemana Risse im Context XXI describió que el gobierno de Hitler envió en 1942 a un doctor llamado Gerhard Enno Buß a inspeccionar Alta Verapaz. «Su objetivo era certificar una tesis de superioridad aria», decía la publicación. Sus estudios tomaron como base los niños que acudían a la Escuela Alemana de Cobán. Según la revista, Gerhard estudió la composición genealógica de los arios puros, medio-alemanes e indígenas. La conclusión descrita en la revista es escueta. Gerhard decía que el mestizaje «podía mejorar» la raza maya, pero también existía «el peligro» de que no ocurriese.

#### Festivales de Alemania en Guatemala
Para octubre de 2014, la escuela alemana en Guatemala y como invitado especial el embajador de Alemania en Guatemala, Matthias Sonn, celebra el 25 aniversario de la caída del Muro de Berlín y los 23 años de la unificación alemana, los alumnos del Colegio Alemán cantaron los himnos de Guatemala y Alemania, y todos participaron de un acto que simbólicamente derribó un muro que había sido decorado con dibujos. Luego hubo un baile. El Oktoberfest, introducido por los alemanes, se celebra en la ciudad de Guatemala, Antigua Guatemala y Alta Verapaz.
urante el gobierno del Tercer Reich (1933-1945) en Alemania, que coincidió casi por completo con el régimen de Ubico en términos temporales, hubo rumores que suponían que los alemanes en la Verapaz querían establecerse como una «nueva Alemania» con la política nacional socialista de Hitler. Los alemanes habían adquirido terrenos, manzanas, casas y fincas gracias a las concesiones de los presidentes liberales que gobernaron de 1885 a 1920 en Guatemala, y gozaron de privilegios durante el gobierno dictatorial del general Jorge Ubico, que simpatizaba con las políticas fascistas de Benito Mussolini en Italia, Francisco Franco en España y Adolf Hitler en Alemania.
Un incidente que afectó la existencia de la comunidad alemana verapacense fue cuando entre 1935 y 1936, el Tercer Reich pidió votar a sus ciudadanos sobre la anexión de Austria a Alemania: un barco alemán ancló en Puerto Barrios para efectuar la actividad y quienes asistieron fueron «fichados» como simpatizantes del régimen nazi de Adolf Hitler.

#### Felicitación de Hitler e influencia fascista en Guatemala

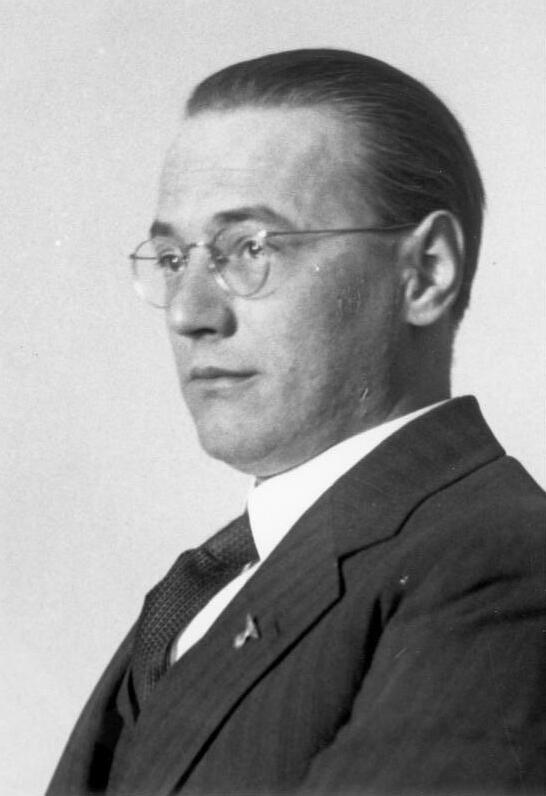
Otto Langmann, pastor alemán que llegó a Guatemala en 1930, apoyó una comunidad evangélica local; y un año más tarde se unió al partido Nazi.

En la Ciudad de Guatemala en 1933, fue fundada la Deutsches Haus (Casa del Partido), y más tarde se fundaron también en Quetzaltenango, Cobán, Retalhuleu, Mazatenango y Puerto Barrios y los alemanes residentes en Guatemala fundaron la Asociación de Trabajo de la Mujer Alemana. Además, desde 1935, simpatizantes del partido se hicieron con el control del Deutsche Zeitung, periódico que había sido fundado por alemanes en 1931.
Ese mismo año, se fundaron las juventudes hitlerianas en el Colegio Alemán, se adoptó la práctica del saludo de Hitler y se trató de hacer valer la teoría nazi de los arios, sin percatarse de que el Colegio Alemán tenía estudiantes de padres judíos. Y aunque muchos de estos grupos se dedicaban a actividades fundamentalmente culturales y a conmemorar la celebración de algunas fechas muy importantes para el nacionalsocialismo como el cumpleaños del Führer, el ascenso de Hitler al poder y el Día del Trabajo; los alemanes simpatizantes con el régimen tuvieron conflictos con el resto de germanos residentes en Guatemala, que habían llegado al país en el siglo XIX y que ya habían establecido sus familias en el país.  Más tarde, en el año de 1937, Jorge Ubico recibió una carta del canciller alemán, Adolf Hitler, donde le felicitaba por su gobierno en Guatemala.

#### Durante la Segunda Guerra Mundial
La tensión se incrementó en 1939 con el inicio de la Segunda Guerra Mundial tras la invasión alemana de Polonia, y llegó a un punto crítico cuando Japón atacó la base militar estadounidense de Pearl Harbor, lo que precipitó el ingreso de los Estados Unidos en el conflicto. Estos últimos tenían una gran influencia en el gobierno guatemalteco, gracias a las concesiones otorgadas a las empresas norteamericanas como la United Fruit Company, que tenía el monopolio de la exportación de banano y por el que prácticamente no pagaba impuestos a Guatemala, y el transporte por ferrocarril por medio de su subsidiaria International Railroads of Central America (IRCA). La frutera era el pilar más fuerte del gobierno de Ubico y formaba parte de la política estadounidense que se había iniciado con el presidente Theodore Roosevelt durante las negociaciones con Colombia para la construcción del Canal de Panamá en 1903. Como consecuencia, los Estados Unidos obligaron al presidente Jorge Ubico a expulsar a los alemanes de Guatemala y a intervenir todas sus propiedades. Los alemanes varones se vieron obligados a abandonar el país e ingresar en las filas del Ejército alemán. El historiador guatemalteco Francis Polo Sifontes cuenta que durante la Segunda Guerra Mundial muchos alemanes fueron llamados para prestar servicio militar en su país. Después de la guerra, algunos quedaron recluidos en los campos de concentración de Rusia, y otros alegaron ser guatemaltecos para evitar la prisión.

#### Después de la Segunda Guerra Mundial y actualidad
Alemania se negó a entablar relaciones diplomáticas con Guatemala luego de la Segunda Guerra Mundial argumentando atropellos a sus ciudadanos durante el transcurso de ésta. El 31 de marzo de 1970, en la Avenida de las Américas de la Ciudad de Guatemala fue secuestrado por miembros de las FAR el embajador alemán Karl von Spreti. El 1 de abril las FAR confirmaron que el embajador estaba en su poder y exigieron la liberación de numerosas personas detenidas que, a juicio de los insurgentes, corrían peligro de ser asesinadas; y agregaron como exigencia el pago de 700,000 dólares. Establecieron como plazo para cumplir estas condiciones las tres de la tarde del 4 de abril y manifestaron que de lo contrario «procederían a ajusticiar al autor intelectual y material de la política imperialista». El 5 de abril, los plagiarios señalaron que el plazo estaba agotado y en la noche la policía descubrió el cadáver del embajador en las cercanías de San Pedro Ayampuc, a diecisiete kilómetros de la capital. Un dirigente de las FAR declaró años más tarde a la Comisión para el Esclarecimiento Histórico de las Naciones Unidas: «El Gobierno no accedió a las presiones y el comando de la región urbana ejecuta al embajador para demostrar que no estaban jugando y que hablaban en serio».
El presidente Jimmy Morales felicitó luego de las Elecciones federales de Alemania de 2017, a la excelentísima señora Angela Merkel por su honorable victoria y reelección como Canciller de la República Federal de Alemania, augurándole toda clase de triunfos en el desempeño de sus elevadas funciones. Guatemala manifiesta sus intenciones para continuar trabajando en la profundización de las tradicionales relaciones diplomáticas de amistad, a la vez hace votos por una mayor profundización del comercio y las inversiones entre ambos países.

## Visitas de Estado

### Guatemala
- Presidente Vinicio Cerezo y primera dama Raquel Blandón (1990)

### Alemania
- Presidente Richard von Weizsäcker y su esposa Marianne von Weizsäcker (1990)

1. ↑  Solano, Luis (2015). «Caso IGSS: se tocó al poder económico». Albedrío (Guatemala). Archivado desde el original el 25 de mayo de 2015. Consultado el 24 de mayo de 2015. «Dieseldorff es considerado uno de los primeros inmigrantes alemanes, si no el primero, en llegar a Guatemala y construir un enorme complejo de haciendas cafetaleras. Existe bibliografía al respecto como Almas Gemelas de Ricardo Terga Cintrón —un estudio de la inserción alemana en las Verapaces y la consecuente relación entre los alemanes y los quekchíes—, y varios de los trabajos de Regina Wagner y Matilde González en el libro Modernización capitalista, racismo y violencia (Guatemala 1750-1930), en el que también aborda la introducción alemana y de los Dieseldorff a partir de la expoliación y dominación en sus fincas.»